# Cypseloides senex

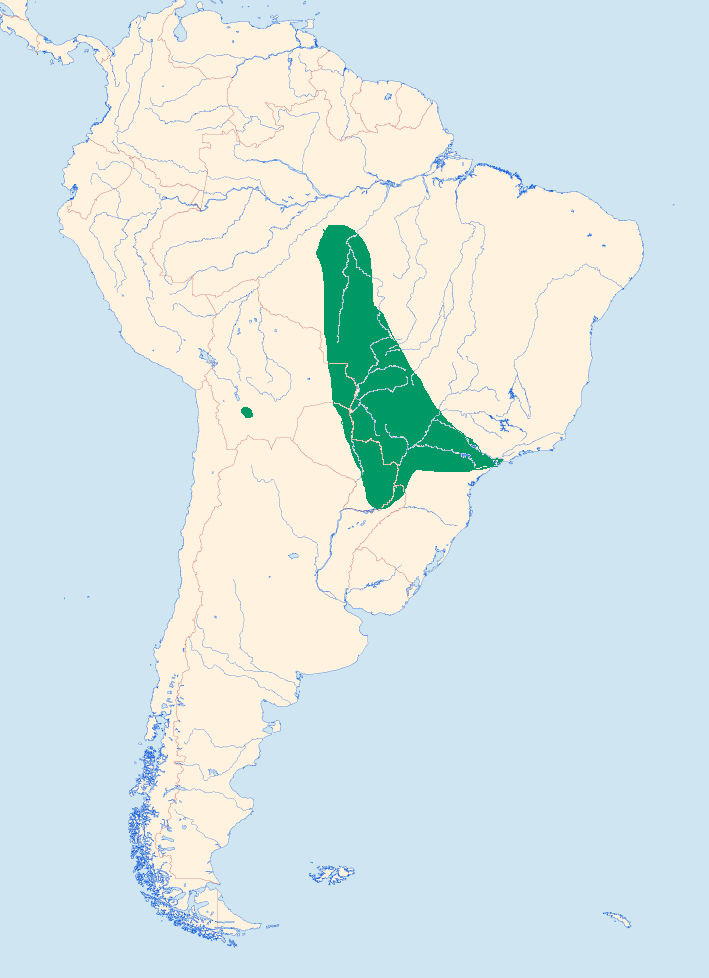
Distribución del vencejo de cascada.

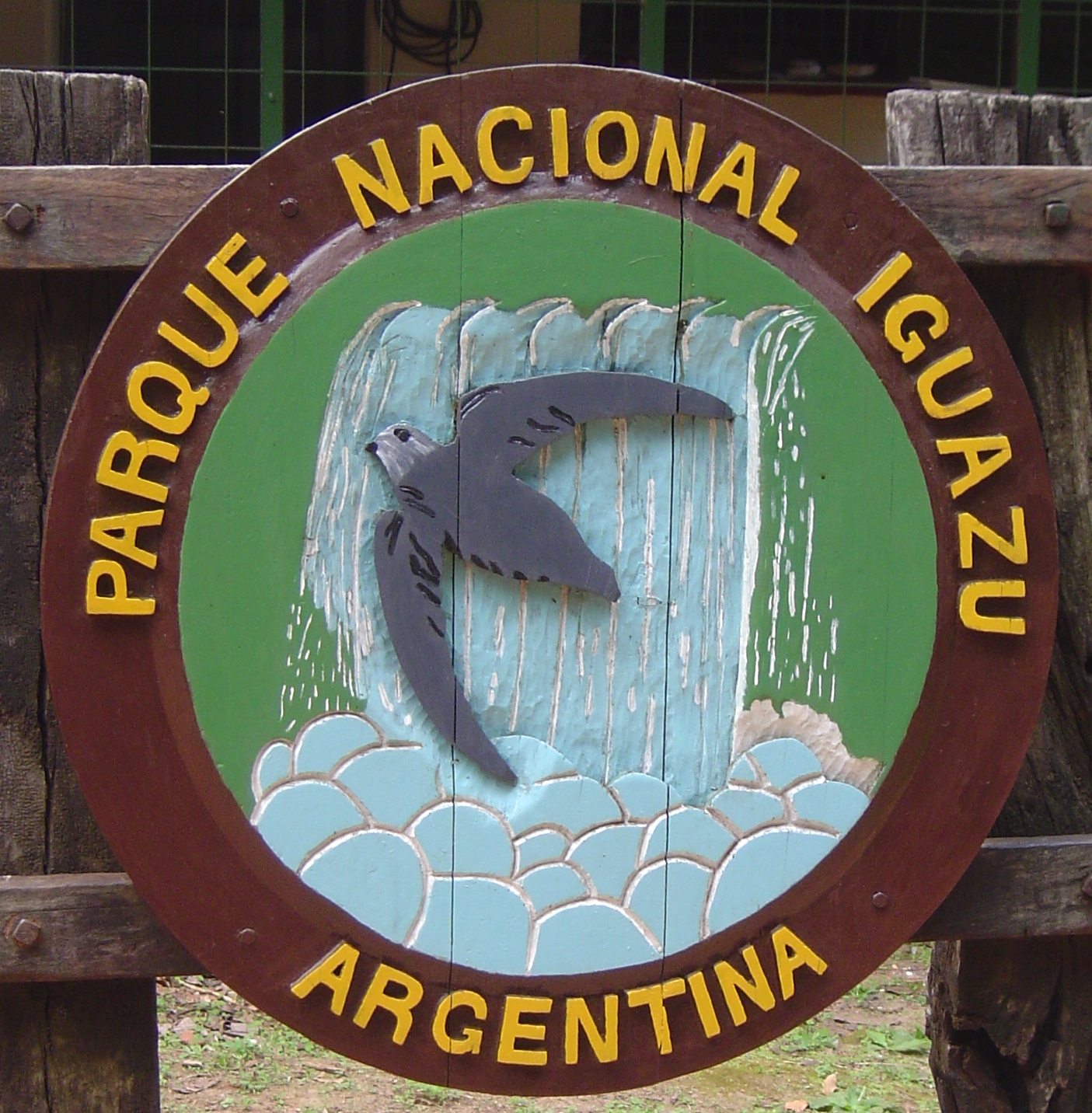
Logo del Parque Nacional Iguazú, con la catarata y un vencejo de cascada.

El vencejo de cascada, vencejo pardo, vencejo canoso o vencejo ahumado grande (Cypseloides senex) es una especie perteneciente a la familia Apodidae.

## Anidación
Esta especie de ave que tiene como característica la de construir los nidos detrás de los saltos y posee unas patas muy cortas, las cuales se adaptan para adherirse a las rocas mojadas.

## Comportamiento
Esta ave pasa casi el 100% de su vida en el aire, alimentándose mientras vuela e inclusive durante el apareamiento.

## Nombre común
- Alemán: Rußsegler
- Español: Vencejo de cascada o Vencejo Pardo o Vencejo Canoso
- Inglés:  Dusky Swift
- Portugués: Andorinhão-velho

## Distribución
Esta especie se encuentra en Argentina, Bolivia, Brasil y Paraguay. 

## Hábitat
Esta especie es natural de hábitats de selvas subtropicales o tropicales sobre todo en llanuras selváticas y en selvas degradadas.